# Юхао
Юха́о (кит. упр. 友好, пиньинь Yǒuhǎo, буквально: «Дружба») — район городского подчинения городского округа Ичунь провинции Хэйлунцзян (КНР).

## История
В первой половине XX века эти земли находились под юрисдикцией уезда Танъюань. В 1952 году был образован уезд Ичунь, а в 1953 году здесь было образовано лесничество «Юхао», названное так в честь 3-й годовщины подписания советско-китайского договора о дружбе, сотрудничестве и взаимопомощи. Впоследствии территория стала районом городского подчинения.
В 2019 году к району Юхао была присоединена территория бывшего района Шанганьлин.